# ايمانويل دي دونا
ايمانويل دي دونا (بالفرنسية: Emmanuel Di Donna)‏ هو تاجر أعمال فنية فرنسي، ولد في 1971 في باريس في فرنسا. يدير أعماله في نيويورك ويختص بالفن المعاصر والمدارس الحداثية في الفن كالسريالية.